# دانيال كاتس (عالم نفس)
دانيال كاتس (بالإنجليزية: Daniel Katz)‏ هو عالم نفس أمريكي، ولد في 19 يوليو 1903 في ترنتون في الولايات المتحدة، وتوفي في 28 فبراير 1998.